# Otto Separy

Bischofswappen von Otto Separy

Otto Separy (* 5. August 1957 in Kubila) ist ein papua-neuguineischer Geistlicher und römisch-katholischer Bischof von Bereina.

## Leben
Otto Separy empfing am 17. Juni 1991 die Priesterweihe für das Bistum Wewak.
Papst Benedikt XVI. ernannte ihn am 2. Juli 2007 zum Titularbischof von Pupiana und zum Weihbischof in Aitape. Die Bischofsweihe spendete ihm der Bischof von Aitape, Austen Robin Crapp OFM, am 30. Oktober desselben Jahres; Mitkonsekratoren waren Erzbischof Francisco Montecillo Padilla, Apostolischer Nuntius in Papua-Neuguinea, und Anthony Joseph Burgess, Bischof von Wewak.
Am 9. Juni 2009 ernannte ihn Benedikt XVI. zum Bischof von Aitape.
Am 16. Juli 2019 ernannte ihn Papst Franziskus zum Bischof von Bereina. Die Amtseinführung fand am 25. September 2019 statt.